# Distrito de Sissach
El distrito de Sissach es uno de los cinco distritos del cantón de Basilea-Campiña, Suiza. Tiene una superficie de 138,29 km². La capital del distrito es Sissach.

## Geografía
El distrito de Sissach limita al norte con el distrito de Rheinfelden (AG), al este con el de Laufenburgo (AG), al sureste y sur con el de Gösgen (SO), y al oeste con los de Waldemburgo y Liestal.

## Comunas
| Distrito de Sissach | Distrito de Sissach    | Distrito de Sissach |
| Comunas             | Población (31.12.2014) | Superficie km²      |
| ------------------- | ---------------------- | ------------------- |
| Anwil               | 578                    | 3.96                |
| Böckten             | 814                    | 2.28                |
| Buckten             | 698                    | 1.99                |
| Buus                | 971                    | 8.85                |
| Diepflingen         | 685                    | 1.44                |
| Gelterkinden        | 5871                   | 9.79                |
| Häfelfingen         | 270                    | 3.96                |
| Hemmiken            | 260                    | 3.39                |
| Itingen             | 2069                   | 3.14                |
| Känerkinden         | 497                    | 1.48                |
| Kilchberg           | 157                    | 1.59                |
| Läufelfingen        | 1292                   | 8.15                |
| Maisprach           | 929                    | 5.06                |
| Nusshof             | 264                    | 1.72                |
| Oltingen            | 477                    | 7.18                |
| Ormalingen          | 2062                   | 4.23                |
| Rickenbach          | 564                    | 2.90                |
| Rothenfluh          | 782                    | 10.93               |
| Rümlingen           | 387                    | 2.28                |
| Rünenberg           | 775                    | 4.98                |
| Sissach             | 6469                   | 8.87                |
| Tecknau             | 860                    | 2.35                |
| Tenniken            | 893                    | 4.67                |
| Thürnen             | 1393                   | 2.25                |
| Wenslingen          | 730                    | 5.91                |
| Wintersingen        | 615                    | 6.95                |
| Wittinsburg         | 430                    | 3.21                |
| Zeglingen           | 475                    | 7.91                |
| Zunzgen             | 2488                   | 6.87                |
| Total (29)          | 34 755                 | 138.29              |